# Yr Aran
Yr Aran est un sommet du massif Snowdon, au pays de Galles, culminant à 747 mètres d'altitude au sud du mont Snowdon.